# Мала Црквина
Мала Црквина је насељено мјесто у општини Крњак, на Кордуну, Карловачка жупанија, Република Хрватска.

## Историја
Мала Црквина се од распада Југославије до августа 1995. године налазила у Републици Српској Крајини. До територијалне реорганизације насеље се налазило у саставу бивше велике општине Карловац.

## Становништво
Мала Црквина је према попису из 2011. године имала 42 становника.
| Националност       | 1991. | 1981. | 1971. | 1961. |
| Срби               | 50    | 64    | 76    | 90    |
| Југословени        |       | 1     |       |       |
| Хрвати             | 1     |       | 2     |       |
| остали и непознато |       |       | 1     |       |
| Укупно             | 51    | 65    | 79    | 90    |

| Демографија | Демографија | Демографија |
| Година      | Становника  | Становника  |
| ----------- | ----------- | ----------- |
| 1961.       | 90          |             |
| 1971.       | 79          |             |
| 1981.       | 65          |             |
| 1991.       | 51          |             |
| 2001.       | 41          |             |
| 2011.       |             | 42          |